# St. Stephan (Prag)
Die St.-Stephans-Kirche (Kostel sv. Štěpána) in der tschechischen Hauptstadt Prag ist eine der Pfarr- und Friedhofskirchen der Prager Neustadt.

## Geschichte

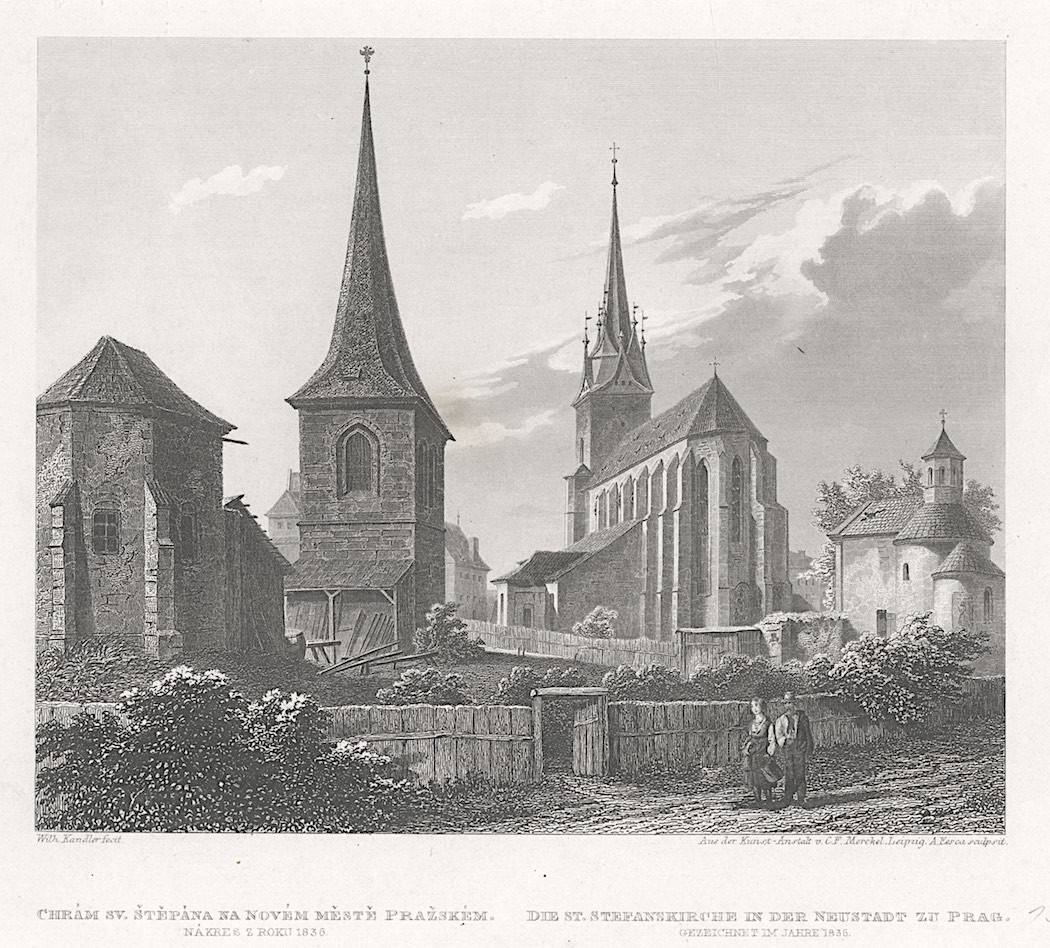
Kirche St. Stephan, Glockenturm und Longinusrotunde (1836)

Weitaus älter als die heutige Kirche St. Stephan ist die angrenzende Longinusrotunde, die einst das Stephanus-Patrozinium trug und den Charakter eine Pfarrkirche besaß. Am 13. Februar 1257 bestätigte der Prager Bischof Nikolaus von Újezd dem Orden der Kreuzherren mit dem Roten Stern das Pfarrrecht der Kirche St. Stephan in Rybnichka. Die Prager Neustadt geht auf eine Gründung König Karls IV. von 1348 zurück. Das Gebiet ließ man in die zwei separaten Pfarreien St. Stephan und St. Heinrich aufteilen, deren Grenzen am 28. Februar 1351 offiziell festgelegt wurden.
Die erzbischöfliche Urkunde vom 16. März 1351 erwähnt die Kirche St. Stephan in Rybnichka als eine „längst in vergangenen Zeiten“ erbaute Kirche. Daher kann der Bau der heutigen Basilika erst nach 1351 erfolgt sein. Die benachbarten romanischen Rotunde wurde zur Unterscheidung später dem heiligen Longinus geweiht. 1355 erhielt Karl VI. bei einer Romreise Reliquien des heiligen Märtyrers Stephanus, die er der Kirche schenkte. 1376 wurde der Fronleichnams-Hochaltar erwähnt. 1383 stiftete Johann von Mühlberg aus Meißen der Kirche den Altar des heiligen Wenzel. 1408 wurden die Altäre des heiligen Bartholomäus und der heiligen Barbara genannt.
In der Zeit der Hussitenkriege wurde die Kirche wiederholt Schauplatz von Tumulten. 1593 traf ein Blitz die Kirche, beschädigte das Gewölbe und zerschlug einen Pfeiler. Die Restaurierung der beschädigten Kirche erfolgte zu Beginn des 17. Jahrhunderts und wurde 1612 unter Kaiser Matthias abgeschlossen. 1611 fungierte als Pfarrer von Stephan Georg Dikast vom Mirkow, der Präsident des utraquistischen Konsistoriums war. Das Dekret vom 13. Dezember 1621 verbot dem letzten reformierten Seelsorger Johann Hartwik seinen Dienst und zwang ihn ins Exil. Im Dreißigjährigen Krieg floh der Domherr Wenzel Cölestin vor den Schweden in die Prager Neustadt, wo er die unbesetzte Pfarrei St. Stephan von 1648 bis 1651 leitete. Ab 1649 erfuhr der Innenraum eine Neugestaltung. 1668 errichtete man an der Südseite der Kirche eine Barockkapelle (die sog. Kornelkapelle).
1736 wurde die Kapelle an der Nordseite für die Bürgerfamilie Branberger angebaut. Kaiser Josephs II. untersagte per Dekret die Beerdigungen innerhalb der Stadtmauern, auch bei St. Stephan. Der neogotische Vorbau stammt aus dem Jahr 1866. Von 1876 bis 1879 wurde die Kirche vom Architekten Josef Mocker im Stil der Neugotik umgestaltet. Dabei erhielt der Chor ein neues Maßwerk, das Langhaus neue Fenster und neue Seitenschiffe. Bei der Restaurierung von 1934 bis 1936 wurde der ursprüngliche Zustand wiederhergestellt. Eine weitere Restaurierung erfuhr die Kirche 1974/75.

## Architektur

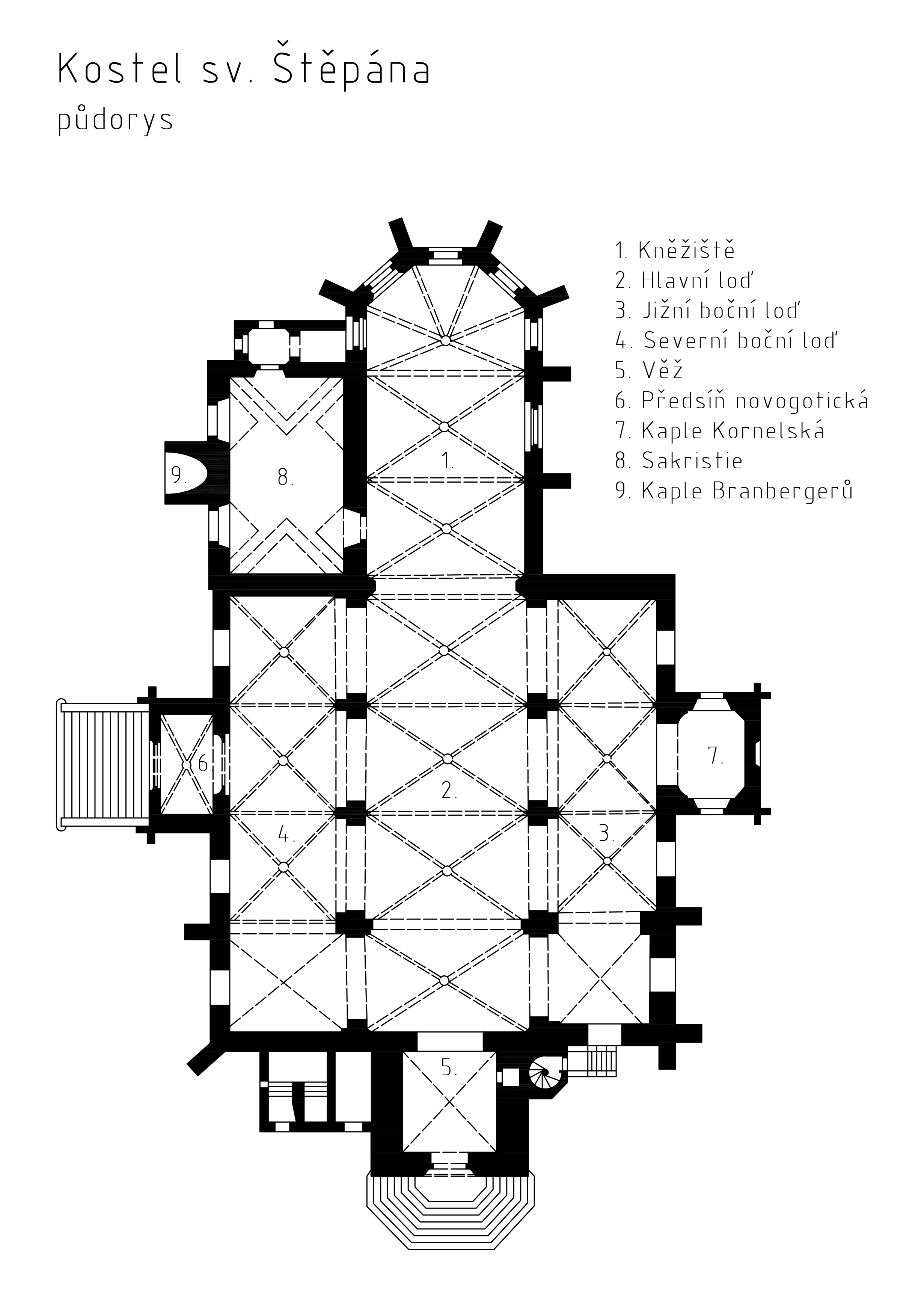

Ihr Grundriss mit dem zweijochigen Chor mit polygonalem Schluss und dem vierjochigen Schiff ähnelt dem der St.-Heinrichs-Kirche, jedoch wurden sie – wenn auch mit sehr hohen Seitenschiffen – als dreischiffige Basilika erbaut. Auch bei der St.-Stephans-Kirche sollte der Turm ursprünglich über dem südwestlichen Seitenschiffsjoch errichtet werden, doch wurde der Plan während des Baues geändert und ein prismatischer Turm in der Achse der Kirche an der Westfassade angefügt, der 1401 erstmals erwähnt wird.

## Ausstattung

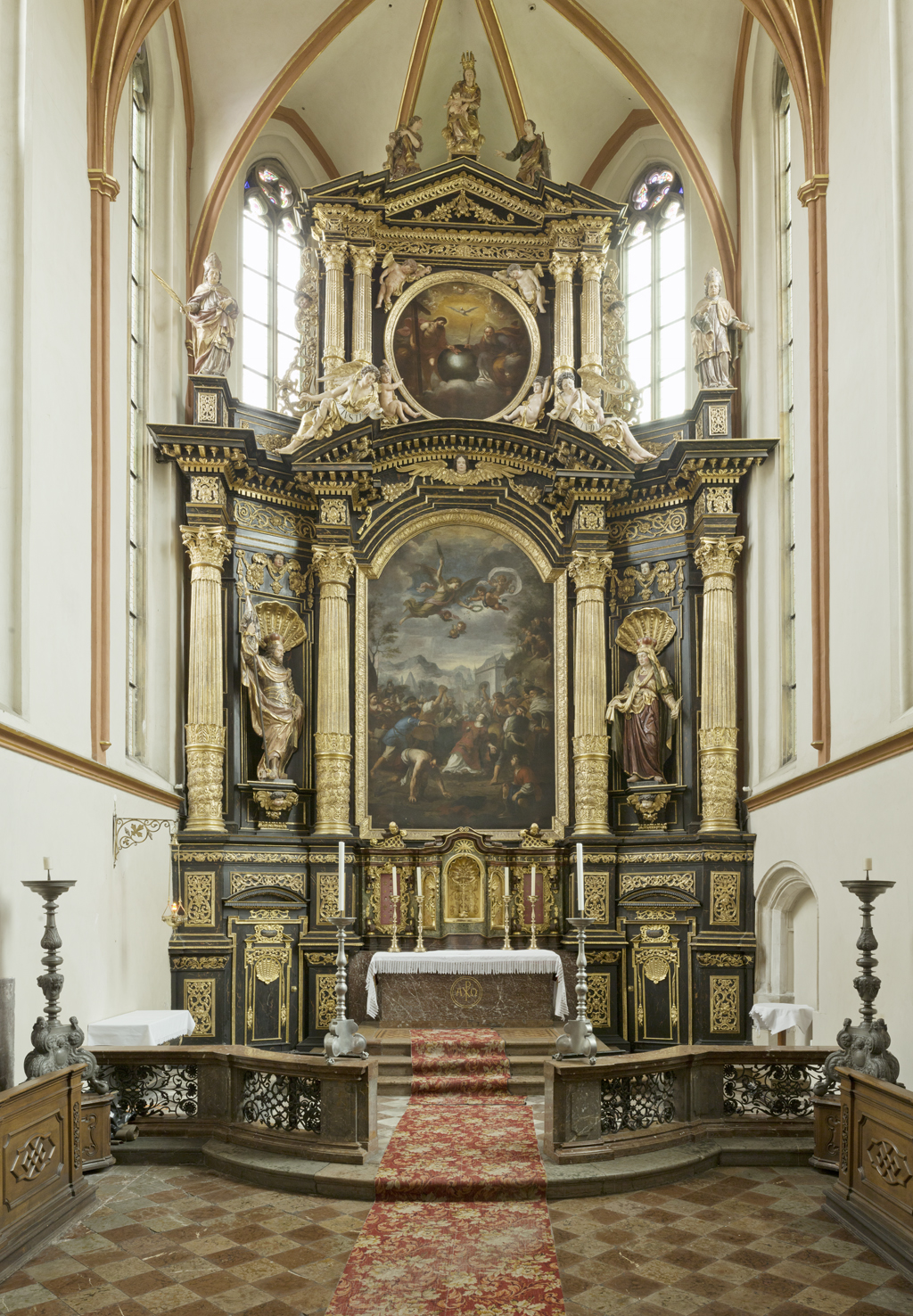
Hochaltar

Von der Innenausstattung ist neben der Madonna das Epitaph des Druckers M. Peterle aus Annaberg an der Stirnwand des linken Seitenschiffes zu nennen, das 1580 von Bartholomäus Spranger gemalt wurde. Die Barockeinrichtung entstammt dem 17. und 18. Jahrhundert, die Gemälde schuf Karel Škréta. Bei der Kornelkapelle wurde der Barockbildhauer Matthias Bernhard Braun (1684–1738) beigesetzt.
Das bedeutende Ausstattungsstück ist jedoch die Madonna von St. Stephan, die auf dem Rokokoaltar von 1755 am chornächsten nördlichen Pfeiler steht. Das 70 mal 61 cm große Bild wurde mit Tempera auf Lindenholz gemalt, ein Leinwand-Untergrund ist nicht feststellbar. Es ist gut erhalten mit kleinen Retuschen. Lediglich die goldenen Stellen wurden oft mit Bronze übermalt. 1878 wurde es restauriert und dabei die Bemalung der Rückenfront und der größte Teil der späteren Übermalung abgenommen. Es handelt sich um ein gotisches Madonnenbild im ursprünglichen Rahmen und mit acht Rahmenminiaturen, das der berühmten Gruppe der Darstellung der böhmischen liebreichen Mutter Gottes angehört.
Die Miniaturen zeigen acht Szenen aus dem Marienleben und der Kindheit Christi (Verkündigung, Mariä Heimsuchung, Geburt Jesu, Beschneidung, Anbetung der Heiligen drei Könige, Darstellung Jesu im Tempel, Herabkunft des Heiligen Geistes, Tod Mariens). Die Maria mit Kind folgt bis auf kleine Details der Raudnitzer Madonna (um 1380). z. B. hat sie eine viereckige statt runde Mantelschließe (Agraffe) wie die Madonna von Budějovice, was aber häufiger vorkommt. Das Datum 1472 am Rücken gibt höchstwahrscheinlich nicht den Entstehungszeitraum an, da das Bild stilistisch in das zweite Drittel des 15. Jahrhunderts (um 1440) datiert wird.

## Kirchhof

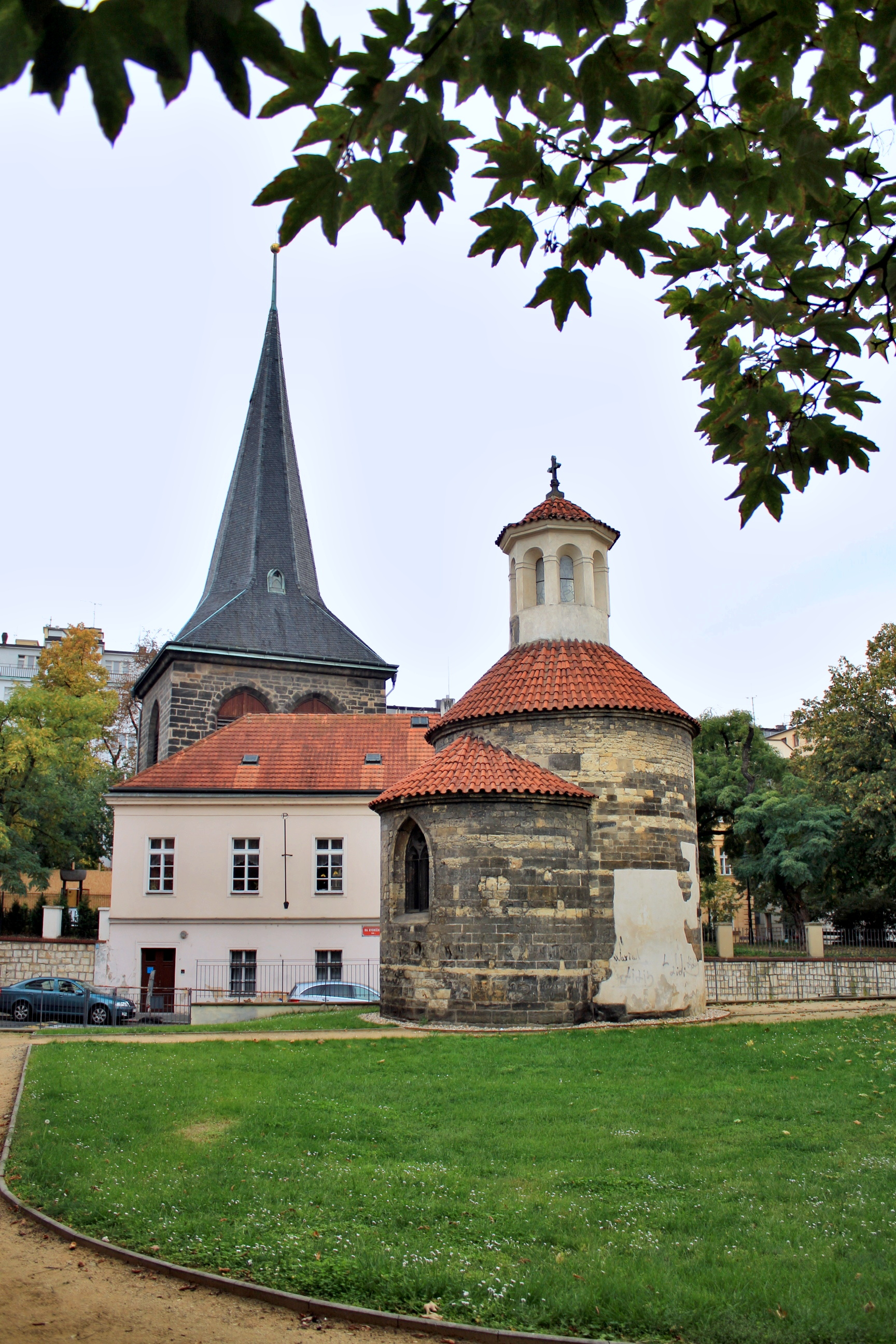
Ehem. Friedhofsareal mit Longinusrotunde und Glockenturm

Unterhalb der Kirche existierte ein alter großflächiger Friedhof, der auch den angrenzenden Pfarreien als Begräbnisplatz diente. Während eines von Karl IV. angeordneten Reliquienfestes wurden dort eine große Anzahl von Pilgern begraben, weshalb man ihn auch Begräbnisstätte der Fremden nannte. 1600/04 wurde auf dem Areal neben der Rotunde an Stelle eines hölzernen Turmes der heutige freistehende Glockenturm errichtet. 1782/84 wurde die Rotunde profaniert, der Friedhof aufgelöst und 1833 die Friedhofsmauer abgetragen. Im 19. Jahrhundert hingen im Glockenturm vier Glocken, aus den Jahren 1490, 1516, 1585 und 1729. Im Zweiten Weltkrieg wurden die Glocken größtenteils eingeschmolzen. Einzig die Glocke von 1490 blieb erhalten. Die Inschrift aller Glocken lautete:
1. Glocke: "Im Jahre nach der Menschwerdung Christi 1490 wurde diese Arbeit vollendet durch den Glockengießer Georg, einem Einwohner der k. Neustadt Prag, zur Ehre und zum Lobe Gottes, der glorreichen Jungfrau Maria und des h. Stephan ersten Märtyrers  als Patron dieser Kirche, durch die Emsigkeit und das Bestreben des Hrn. Johann Wodiczka, Kirchenrechnungsführer, und den dazumal lebenden"
2. Glocke: "anno domini millesimo quintcentesimo decimo sexto en ego campana nunquam pronuntis vana ignem vel fesrum bellum..."
3. Glocke: "Im J. 1516 bin ich zu Ehren des allmächtigen Gottes, der seligsten Jungf. Maria, des h. Stephan und Allerheiligen durch den Meister Bartholomäus in der Neustadt Prag gegossen; Gott sei dafür Dank - Ich Glocke verkünde nichts eitles - verkünde entweder ein Fest, Feuer oder Begräbnis"